# 13 anys i un dia
13 anys i un dia és una sèrie de TV3 que s'emetia els dijous a la nit. Es va estrenar el 15 de gener del 2008. La sèrie està formada per 24 episodis de 25-30 minuts de duració, dividits en dues temporades. Està protagonitzada pel Joan Pera i el Roger Pera (pare i fill). La sèrie es va complementar amb la sèrie de 13 capítols de tres minuts per a mòbils A pedra picada, amb els mateixos protagonistes, la primera movisèrie en català.

## Personatges
- Ricard: Joan Pera
- Roger: Roger Pera
- Margot: Carme Balagué
- Pedro: Lluís Marco
- Sílvia: Alicia González Laá
- Mònica: Eva de Luis
- Google: José Luis Adserías

## Sinopsi
El Ricard (Joan Pera) i el Roger (Roger Pera) són pare i fill però, ja fa temps que no exerceixen. Des del dia en què en Ricard, conxorxat amb el Pedro, va fugar-se amb un furgó carregat amb 200 milions de pessetes, la relació del Roger i el seu pare ha estat més aviat una no-relació. Ara, el Ricard compleix condemna i comparteix cel·la amb el seu incombustible amic Pedro (Lluís Marco).
Per la seva banda, el Roger viu ignorant –tant com li és possible– el seu pare. Una vida de luxe al pis del seu pare, amb la paga del seu pare i amb el lloguer que li cobra cada mes al Google (José Luis Adserías) per compartir el pis. La Margarita (Carme Balagué) és la germana actriu del Ricard. El nom artístic és Margot Moulin. Una diva que es creu una estrella fulgurant del panorama teatral català quan en realitat només aconsegueix feina de secundària. Margot viu en un altre pis de la família just al davant del Roger.
Entre en Ricard i en Roger hi ha un distanciament evident. En Roger retreu al seu pare que l'abandonés en plena adolescència i en Ricard pensa que el seu fill ni tan sols el visita quan es consumeix de pena en una presó condemnat a 13 anys i un dia.
Tot i així, els camins del Ricard i del Roger estan condemnats a trobar-se. El dia que el Ricard s'escapa de la presó va al seu expis a refugiar-se. Tossuts per igual, rancorosos tant l'un com l'altre, no pensen fer cap esforç per fer la vida quotidiana més cordial.